# رفتار جنسی موقعیتی
رفتار جنسی وابسته به موقعیت با رفتار جنسی که فرد به‌طور معمول از خود بروز می‌دهد، متفاوت است. سبب این تفاوت برمی‌گردد به محیط اجتماعی فرد که به‌گونه‌ای به فرد این اجازه را می‌دهد؛ یا حتی وی را وادارا یا تشویق می‌کند که چنی رفتاری از خود بروز دهد. چنین رفتارهایی، به‌طور معمول زمانی از فرد سر می‌زند که به سببی، نتواند رفتار جنسی معمول و همیشگی‌اش را داشته باشد. در این صورت است که فرد به‌جای آن‌که به‌طور کلی، آمیزش جنسی را ترک کند، سعی در برآورده کردن نیازش از راه رفتارهای جنسی جایگزین و وابسته به موقعیت می‌نماید.

## نمای کلی
یک نمونه از رفتار جنسی موقعیتی زمانی اتفاق می‌افتد که فردی، دگرجنس‌خواه باشد، اما به‌سبب نداشتن دسترسی به فردی از جنس مخالف، اقدام به برقراری رابطه جنسی با هم‌جنس خود بنماید. این نمونه را می‌توان در میان برخی از سربازان، زندانیان و به‌طور کلی در هر جایی که جداسازی جنسیتی صورت گرفته باشد مشاهده کرد.: 48  برعکس این موضوع نیز می‌تواند صادق باشد؛ یعنی زمانی که فردی، همجنس‌گرا باشد، اما به سبب نبود دسترسی به یک شریک همجنس، به شریک‌های جنسی از جنس مخالف جذب شود.
گاهی نیز ممکن است فرد، به‌طور کلی رفتار جنسی‌اش را در برهه‌ای از زندگی‌اش دگرگونی دهد. به‌طور مثال ممکن است برخی افراد درگیر روابط جنسی دوجنس‌خواهانه شوند. این رفتار نیز میان نوجوانان و جوانان رایج است.  
در زندان، مردان مردآمیز که خود را دگرجنس‌گرا معرفی کرده‌اند، رفتار همجنس‌گرایانه خود را «وابسته به موقعیت» و نه دوجنس‌گرایانه تلقی می‌کنند. این زندانیان اغلب گفته‌اند که هنگام برقراری رابطه جنسی با یک زندانی مرد، در ذهن خود یک شریک زن را تصور می‌کرده‌اند. هنگام خودارضایی نیز رابطه‌های جنسی پیشین خود را به خاطر آورده و با آن تصویرسازی می‌کرده‌اند. آن‌ها در روابط جنسی همجنس‌گرایانه تنها به سبب دسترسی نداشتن به شریک‌های جنسی «دگرجنس‌خواه» شرکت می‌جسته‌اند.
در برخی فرهنگ‌ها، یافتن زنان به جهت برقراری رابطه جنسی برای بسیاری از مردان امری دشوار می‌نماید؛ چراکه در آن فرهنگ‌ها، زنان تمایل به گوشه‌نشینی داشته و از برقراری رابطه جنسی خارج از ازدواج به‌شدت منع می‌شوند. این موضوع سبب می‌شود برخی مردان، درگیر روابط جنسی با همجنس خود شوند. 
طبق پژوهش‌های غربی نزدیک به ۸۷٪ و ۹۳٪ زنان خود را «به‌تمامی دگرجنس‌خواه» معرفی کرده‌اند.: 55  یک تجزیه و تحلیل روی ۶۷ پژوهش نشان داد، که رواج رابطه جنسی در طول عمر مردان (بدون در نظر گرفتن جهت‌گیری جنسیشان) ۳٪ تا ۵٪ برای آسیای شرقی، ۶٪ تا ۱۲٪ برای جنوب و جنوب شرقی آسیا ۶٪ تا ۱۵٪ برای اروپای شرقی و ۶٪ تا ۲۰٪ برای آمریکای لاتین بوده‌است. رواج روابط مرد با مرد از ۳٪ تا ۱۶٪ بوده‌است.

## مطالعه بیش‌تر
- Bridget, Jan. "Lesbian, Gay, Bisexual Young People and Teenage Pregnancy" (rtf). Lesbian Information Service.
- Goodmark, Leigh; Flores, Juanita; Goldscheid, Julie; Ritchie, Andrea; SpearIt (July 9, 2015). "Plenary 2 – Redefining Gender Violence Transcripts". University of Miami Race & Social Justice Law Review. Converge! Reimagining the Movement to End Gender Violence. 5: 289. SSRN 2628984.